# 卷柏
卷柏，又名石花、花鏡、岩苔、岩松（相對於岩柏）、萬年松、含生草、佛手草、九死还魂草、地石草等，在乾旱時根能自行從土壤分離，卷缩似拳状，隨風移動，遇水而荣，根重新再鑽到土壤裡尋找水份。因其耐旱力极强，在长期干旱后只要根系在水中浸泡后就又可舒展，故而得名。

## 形態
多年生石松類植物。 主莖短而看似無莖，基部分枝，呈放射狀叢生。 全株成蓮座形，乾旱時捲縮如握拳狀，遇雨遇水則展開；覆瓦狀葉片密生，披針形側生葉，先端有長芒，內側有微齒；兩行斜長卵狀披針形中葉，先端有無色長芒，邊緣有細微鋸齒。 四棱形孢子囊穗生於枝端。

## 用途
卷柏既是一种观叶植物，也可作药用，有止血、收敛的功效，治療便血、尿血、鼻出血等效果显著。《神农本草经》中说卷柏驱“五脏邪气，久服轻身”，《药性本草》说它“治尸疰鬼疰”使“百邪鬼魅啼泣”。

## 外部連結
- 鄭武燦. .   [2023-07-12] （中文（臺灣））.
- 卷柏 Juanbai （页面存档备份，存于） 藥用植物圖像數據庫 (香港浸會大學中醫藥學院) （中文）（英文）
- 卷柏 中藥材圖像數據庫  (香港浸會大學中醫藥學院) （中文）（英文）
- 卷柏 Juan Bai （页面存档备份，存于） 中藥標本數據庫 (香港浸會大學中醫藥學院) （繁體中文）（英文）